# 戴恩·伊格尔
戴恩·伊格尔（英語：Dane Eagle，1983年5月22日—）为美国佛罗里达州政治人物，隶属于共和党，于2020年9月被州长罗恩·德桑蒂斯任命为佛罗里达州经济机会部部长。伊格尔曾于2012年至2020年间担任佛罗里达州众议院议员，其选区位于李县開普科勒爾，后辞职接任部长一职。伊格尔曾于2020年参选佛罗里达州第十九国会选区的联邦众议员一职，但未能获得共和党提名。

## 早年生活和教育
伊格尔于1983年5月22日出生于開普科勒爾，是格雷格·伊格尔的儿子。
伊格尔于2003年在佛罗里达海湾海岸大学获得了副学士学位，后于2005年在佛罗里达大学获得了文学士学位。

## 克里斯特政府
戴恩·伊格尔的政治生涯开始于担任佛罗里达州州长查理·克里斯特的助手，当时克里斯特同样隶属于共和党。在克里斯特当选前，伊格尔曾帮助他进行竞选工作，当选后又成为了其特别助手。在2010年克里斯特参选佛罗里达州联邦参议员期间，伊格尔作为其财务总监参与竞选筹款工作，不过在克里斯特退出共和党后与之分道扬镳。

## 佛州众议院生涯

### 2012年选举
2012年，当时年仅29岁的戴恩·伊格尔成功当选佛罗里达州众议员。当时正值选区重划，伊格尔于第77选区参选，该选区位于佛罗里达州西南部的开普科勒尔。在共和党初选中，伊格尔以10,026票（70.6%）对4,183票（29.4%）的优势击败了前开普科勒尔市议员克里斯·贝拉尔迪。在随后的决选中，伊格尔以38,936票（62.4%）对23,455 票（37.6%）的优势击败了民主党籍的对手阿维拉·克莱尔顺利当选。

### 2014年被捕
2014年4月，伊格尔因涉嫌在佛罗里达州塔拉哈西酒后驾车超速、鲁莽驾驶以及闯红灯而被捕。根据警方的说法，当时伊格尔双眼充血，步履蹒跚，而且身上散发着酒味。不过伊格尔辩解称，有酒味的原因是之前有人在他的车里喝醉了，并拒绝接受现场清醒测试以及呼气式酒精测试。同年五月，伊格尔承认自己当时确实犯了鲁莽驾驶的错误，但拒绝承认自己在被捕时处于醉酒状态。
在被捕几天后，伊格尔辞去了李县建筑协会发展总监一职，但拒绝承认这两件事之间存在关联。
2014年6月，对伊格尔的指控从酒驾改为鲁莽驾驶，他接受了一项认罪协定，同意接受六个月缓刑以及100小时社区服务的惩罚，并接受酒精测试。
伊格尔的行为受到了佛罗里达州当地报纸《The News-Press》的批评，称其行为“既让选民失望又使自己难堪”，并质疑其没有喝酒的辩解。不过《The News-Press》在同年晚些时候由支持伊格尔连任，并称其“关心自己的工作且致力于为民众服务，希望他通过行动证明自己确实认识到了自身的错误。”

### 2014年至2018年
在2014年共和党初选中，伊格尔以64%的得票率从四位共和党候选人里脱颖而出，并在决选中轻松击败了未获得任何政党提名的对手。2016年，伊格尔在再度参选时于初选和决选中均未遇到对手，从而得以顺利连任。2018年，伊格尔以63%的得票率击败了民主党候选人阿拉尼斯·加西亚得以再度连任。

### 成为州众议院多数党的党鞭、领袖
伊格尔在2016年至2018年间于佛罗里达州众议院担任多数党党鞭，后于2018年至2020年间担任多数党领袖，与议长何塞·R·奥利瓦一起在由共和党主导的州议院领导共和党党团会议。伊格尔还在2018年至2020年间担任众议院拨款委员会副主席，这是一个很具有影响力的职位。
在担任议议员期间，伊格尔支持校园持枪（允许在校园内隐蔽持枪）和公开持枪的立法。他还曾发起提案，以禁止佛罗里达州及其各县市执法人员执行现行和未来的联邦持枪法规。
伊格尔是唐纳德·特朗普的忠实拥趸。在2016年美国总统选举前，特朗普于2016年9月在麦尔兹堡附近的日耳曼竞技场举行了集会，伊格尔便是众多开幕演讲者之一。在他2019年宣布参选国会议员的两分钟视频里，伊格尔曾八次提到特朗普或“总统”一词。

## 2020年参选国会众议员
由于任期限制，伊格尔于2020年已无法再度连任佛罗里达州众议员。他转而宣布于2020年参选佛罗里达州第十九国会选区联邦众议员，以取代即将退休的弗朗西斯·鲁尼。该选区涵盖了柯里尔县和李县的部分地区，是共和党的铁票仓。不过伊格尔在2022年8月的共和党初选中以得票率21.9%对22.6%的劣势败给了同为州议员的拜伦·唐纳兹，其二者得票数仅相差777票。

## 德桑蒂斯政府
2020年9月，罗恩·德桑蒂斯州长任命伊格尔担任佛罗里达州经济机会部部长一职。在这样一个长期陷入困顿的州，经济机会部职责在于监督佛罗里达州的失业保险体系，具体而言包括处理失业保险的积压案件。该部门在2020年时设立了多个呼叫中心，但于2021年年中关闭了其中的绝大多数并只保留一个。批评者认为这一撤销决定有些操之过急，因为失业保险案件目前在持续积压，而该州原有的呼叫系统又过于老旧，恐无法有效处理这些案件。在伊格尔的管理下，佛罗里达州政府收紧了工人领取福利的资格。2021年5月，德桑蒂斯和伊格尔让佛罗里达州退出了联邦传染病失业援助计划，该计划旨在为因传染病失业的雇员提供每周300美元的失业补贴。